# Baños de Calzadilla del Campo
Baños de Calzadilla del Campo es un núcleo urbano, entidad inframunicipal, de la localidad Gejuelo del Barro en la provincia de Salamanca. En la actualidad no cuenta con habitantes y en su término se encuentran ubicadas las instalaciones de una única empresa. Situado en la comarca de Tierra de Ledesma es uno de los núcleos urbanos actualmente sin población del municipio de Gejuelo del Barro junto con Calzadilla del Campo, Muelledes y Tozas.
La economía desarrollada en el núcleo se encuentra fundamentalmente vinculada al sector primario.
Construido a mediados del siglo XIX llegó a tener más de 50 habitantes y ser parte de Calzadilla del Campo como municipio independiente encontrándose, en la actualidad, abandonado su núcleo urbano y restando solamente ruinas del balneario famoso que se encontraba en la localidad. Sus orígenes se remontan a la prehistoria, junto con el núcleo principal de Gejuelo del Barro.

## Fiestas
- Fiestas patronales, varían anualmente y coinciden la última quincena de agosto.

## Lugares de interés
- Iglesia parroquial, obra del siglo XIX.
- Ruinas del balneario